# Abitibi (municipio regional de condado)
Abitibi (AFI: [abitibi]) es un municipio regional de condado (MRC) de la provincia de Quebec en Canadá. Este MRC está ubicado en la región de Abitibi-Témiscamingue. La capital y más poblada ciudad es Amos.

## Geografía

Territorio del MRC de Abitibi, en roja Amos

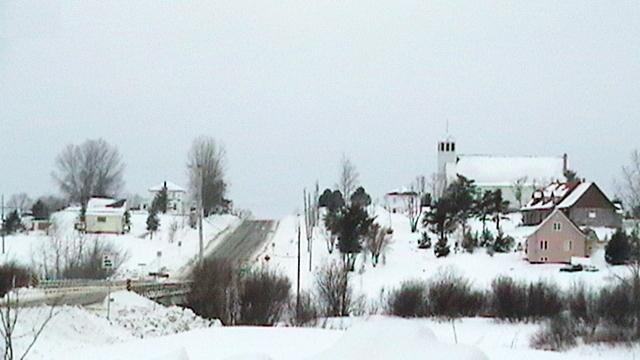
Sainte-Gertrude-Manneville

Los MRC y territorios equivalentes limítrofes son Jamésie en Nord-du-Québec al norte, La Vallée-de-l'Or al este y al sur, así como Rouyn-Noranda y Abitibi-Ouest al oeste. El relieve del MRC, que está ubicado en la regió natural argilosa de Abitibi, es llano. Hay algunas colinas como las colinas Gemini y de La Corne. El río Harricana atraviesa el territorio del MRC para ir a Jamésie y la bahía de Hudson. El territorio es cubierto de múltiples estanques como los lagos Preissac, Malartic, Obalski, Chicobi, Castagnier, Fiedmont y Despinassy.

## Historia

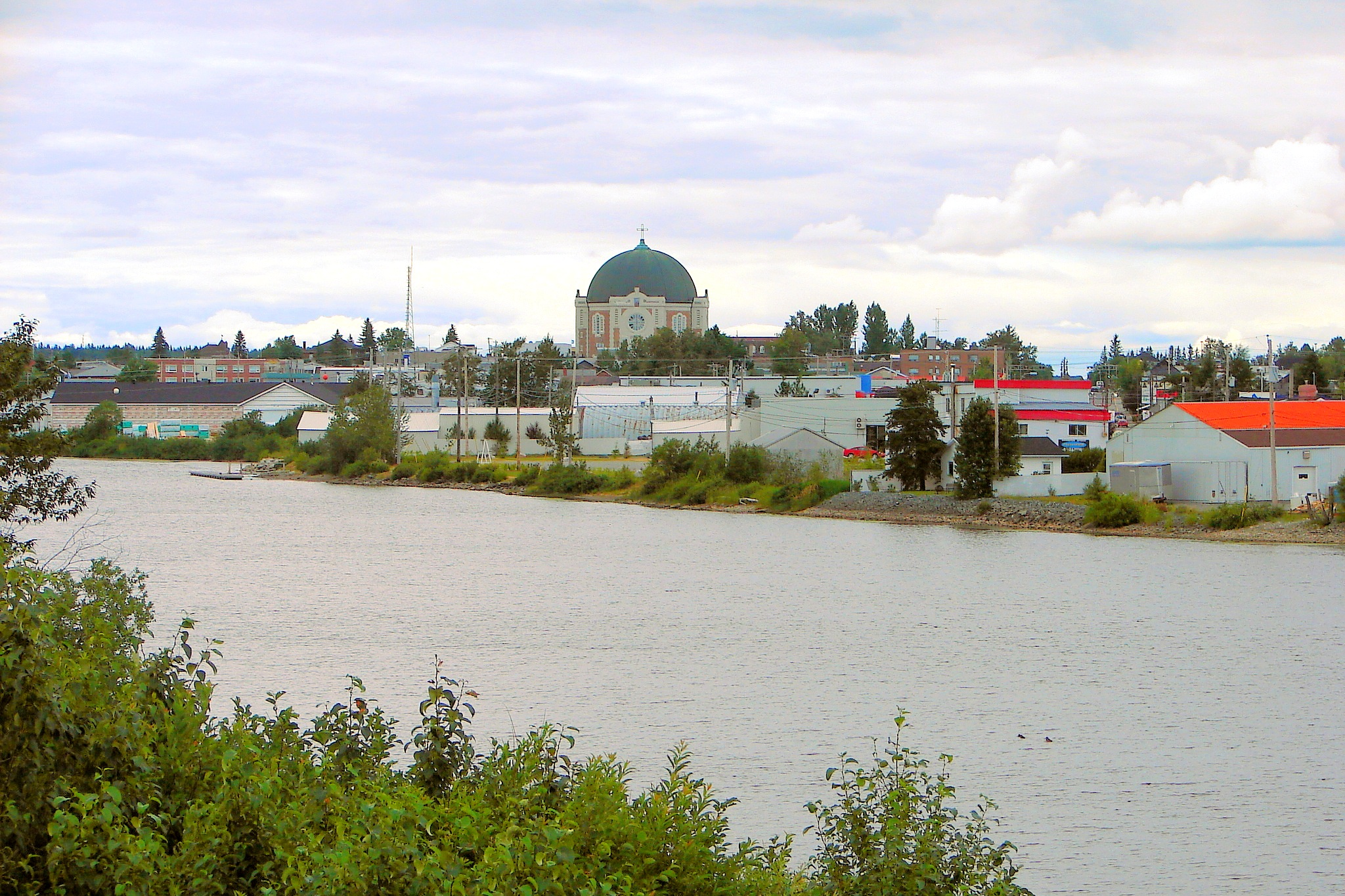
Amos junto al río Harricana

El MRC fue creado en 1983 a partir del antiguo condado de Abitibi. El topónimo procede del algonquino «âpihtô», que significa « agua intermedia o medianera ».

## Política
El MRC hace parte de las circunscripciones electorales de Abitibi-Ouest a nivel provincial y de Abitibi-Témiscamingue a nivel federal.

## Población
Según el Censo de Canadá de 2011, había 24 354 personas residiendo en este MRC con una densidad de población de 3,2 hab./km². La población aumentó de 0,3 % entre 2006 y 2011. El número de inmuebles particulares ocupados por residentes habituales resultó de 10 152 a las cuales se suman aproximadamente 1000 otros que son en gran parte segundas residencias.

## Economía
La economía regional es basada sobre la agricultura, la industria forestal y los servicios.

## Componentes
Hay 17 municipios y dos territorios no organizados así como una reserva india en el territorio del MRC.
| Código | Nombre                     | Tipo                     | Fecha de constitución | Área total (km²) | Área agua (km²) | Área tierra (km²) | Población 2013 | Densidad (hab./km²) |
| ------ | -------------------------- | ------------------------ | --------------------- | ---------------- | --------------- | ----------------- | -------------- | ------------------- |
| 88005  | Champneuf                  | Municipio                | 01.01.1964            | 242,63           | 1,35            | 241,28            | 136            | 0,6                 |
| 88010  | Rochebaucourt              | Municipio                | 01.01.1983            | 184,91           | 1,32            | 183,59            | 159            | 0,9                 |
| 88015  | La Morandière              | Municipio                | 01.01.1983            | 425,55           | 17,88           | 407,67            | 225            | 0,6                 |
| 88022  | Barraute                   | Municipio                | 05.01.1994            | 508,08           | 14,73           | 493,35            | 2053           | 4,2                 |
| 88030  | La Corne                   | Municipio                | 02.08.1975            | 332,2            | 25,18           | 307,02            | 730            | 2,4                 |
| 88035  | Landrienne                 | Cantón                   | 15.07.1918            | 277,41           | 1,46            | 275,95            | 984            | 3,6                 |
| 88040  | Saint-Marc-de-Figuery      | Parroquia                | 10.11.1926            | 92,80            | 12,50           | 80,30             | 831            | 10,3                |
| 88045  | La Motte                   | Municipio                | 30.05.1921            | 216,05           | 40,92           | 175,13            | 478            | 2,7                 |
| 88050  | Saint-Mathieu-d’Harricana  | Municipio                | 01.01.1943            | 111,69           | 5,76            | 105,93            | 705            | 6,7                 |
| 88055  | Amos                       | Ciudad                   | 17.01.1987            | 437,15           | 9,49            | 427,66            | 12 850         | 30,0                |
| 88060  | Saint-Félix-de-Calquier    | Municipio                | 29.10.1932            | 113,55           | 0,59            | 112,96            | 903            | 8,0                 |
| 88065  | Saint-Dominique-du-Rosaire | Municipio                | 01.01.1978            | 505,52           | 24,99           | 480,53            | 456            | 0,9                 |
| 88070  | Berry                      | Municipio                | 01.01.1982            | 579,82           | 5,80            | 574,02            | 639            | 1,1                 |
| 88075  | Trécesson                  | Cantón                   | 15.07.1918            | 203,25           | 5,65            | 197,60            | 1191           | 6,0                 |
| 88080  | Launay                     | Cantón                   | 18.05.1921            | 259,26           | 1,54            | 257,72            | 230            | 0,9                 |
| 88085  | Sainte-Gertrude-Manneville | Municipio                | 01.01.1980            | 321,14           | 3,80            | 317,34            | 780            | 2,5                 |
| 88090  | Preissac                   | Municipio                | 01.01.1979            | 499,31           | 83,52           | 415,79            | 814            | 2,0                 |
| 88802  | Pikogan                    | Reserva india            | 13.03.1956            | .                | .               | 538,1             | 538            | 1,0                 |
| 88902  | Lac Despinassy             | Territorio no organizado | 01.01.1988            | 130,78           | 16,65           | 114,13            | 14             | …                   |
| 88904  | Lac-Chicobi                | Territorio no organizado | 01.01.1986            | 359,59           | 5,30            | 354,29            | 202            | 0,3                 |
| 880    | Abitibi                    | MRC                      | 01.01.1983            | 7934,0           | 314,0           | 7620,0            | 24 380         | 3,2                 |